# Prochoristis
Prochoristis là một chi bướm đêm thuộc họ Crambidae.